# Симпсоны (сезон 12)
Двенадцатый сезон мультсериала «Симпсоны» транслировался с 1 ноября 2000 года по 20 мая 2001 года на телеканале Fox.

## Список серий
| № общий | № в сезоне | Название                                                   | Режиссёр           | Автор сценария                                   | Дата премьеры   | Произв. код | Зрители в США (млн) |
| --- | ---------- | ---------------------------------------------------------- | ------------------ | ------------------------------------------------ | --------------- | ----------- | ------------------- |
| 249 | 1          | «Дом ужасов 11» «Treehouse of Horror XI»                   | Мэттью Настук      | Роб ЛаЗебник Джон Фринк и Дон Пейн Кэролин Омайн | 1 ноября 2000   | BABF21      | 13,23               |
| «G-G-Ghost D-D-Dad» (с англ. — «Папочка-привидение») — Гомер умирает, подавившись брокколи. Чтобы попасть в рай, ему надо сделать один хороший поступок в течение суток… «Scary Tales Can Come True» (с англ. — «Страшные сказки могут стать явью») — пародия на сказки братьев Гримм. Крестьянских детей Барта и Лизу посылают жить в лесу. Они оказываются в домике трёх медведей, которые убивают Златовласку. Потом дети попадают в пряничный домик ведьмы… «Night of the Dolphin» (с англ. — «Ночь дельфина») — Дельфины выселяют людей после того, как Лиза выпускает на свободу их предводителя. |            |                                                            |                    |                                                  |                 |             |                     |
| 250 | 2          | «История о двух Спрингфилдах» «A Tale of Two Springfields» | Шон Кэшман         | Джон Шварцвельдер                                | 5 ноября 2000   | BABF20      | 16,18               |
| Гомер, чтобы убрать барсука, который появился в конуре Маленького Помощника Санты, звонит в «Контроль над животными» и обнаруживает, что в Спрингфилде два телефонных кода. После судебного заседания город разделяется на две части: «Старый Спрингфилд» и «Новый Спрингфилд». Приглашённые звезды: The Who |            |                                                            |                    |                                                  |                 |             |                     |
| 251 | 3          | «Сумасшедший папа-клоун» «Insane Clown Poppy»              | Боб Андерсон       | Джон Фринк и Дон Пейн                            | 12 ноября 2000  | BABF17      | 16,44               |
| После книжной ярмарки Красти узнаёт, что у него есть дочь (от одноразовой ночёвки с женщиной-солдатом на войне за залив). Клоун теряет доверие дочери после того, как проигрывает в покер её скрипку Жирному Тони. Гомер берётся помочь Красти вернуть любовь дочери. Приглашённые звёзды: Дрю Бэрримор, Эми Тан, Стивен Кинг, Джон Хойер Апдайк, Джо Мантенья, Джей Мор |            |                                                            |                    |                                                  |                 |             |                     |
| 252 | 4          | «Лиза — спасительница деревьев» «Lisa the Tree Hugger»     | Стивен Дин Мур     | Мэтт Сэлман                                      | 19 ноября 2000  | CABF01      | 14,87               |
| Лиза влюбляется в лидера воинственной группы защитников окружающей среды и пытается произвести на него впечатление, защищая самое старое дерево Спрингфилда от уничтожения. Приглашённая звезда: Джошуа Джексон |            |                                                            |                    |                                                  |                 |             |                     |
| 253 | 5          | «Гомер против достоинства» «Homer vs. Dignity»             | Нил Аффлек         | Роб ЛаЗебник                                     | 26 ноября 2000  | CABF04      | 14,99               |
| Симпсоны в очередной раз в финансовых проблемах и спасаются лишь тем, что мистер Бёрнс платит Гомеру за чёрные шутки над остальными и за публичное самоунижение. Приглашённая звезда: Лиза Гиббонс |            |                                                            |                    |                                                  |                 |             |                     |
| 254 | 6          | «Опасный компьютер» «The Computer Wore Menace Shoes»       | Марк Киркленд      | Джон Шварцвельдер                                | 3 декабря 2000  | CABF02      | 15,6                |
| Гомер покупает компьютер после повышения зарплаты на АЭС. Он создаёт свою собственную веб-страничку, которую называет «Мистер Икс», и размещает там сплетни, рассказываемые ему Бартом, однако Гомер не догадывается, что всё это правда. Приглашённая звезда: Патрик Макгуэн |            |                                                            |                    |                                                  |                 |             |                     |
| 255 | 7          | «Грандиозный розыгрыш» «The Great Money Caper»             | Майк Фрэнк Полчино | Кэролин Омайн                                    | 10 декабря 2000 | CABF03      | 16,84               |
| Гомер покупает Барту набор фокусника, и отец с сыном решают на этом заработать. Но вскоре они обнаруживают, что на мошенничествах можно заработать намного больше... Приглашённая звезда: Эдвард Нортон |            |                                                            |                    |                                                  |                 |             |                     |
| 256 | 8          | «Снег и Скиннер» «Skinner’s Sense of Snow»                 | Лэнс Крамер        | Тим Лонг                                         | 17 декабря 2000 | CABF06      | 15,87               |
| Метель заманивает учеников Спрингфилдской начальной школы в ловушку и ими начинает руководить директор Скиннер, используя свои армейские навыки. Тем временем Гомер пытается найти своих детей, используя автомобиль Фландерса. |            |                                                            |                    |                                                  |                 |             |                     |
| 257 | 9          | «ГОМЕР» «HOMR»                                             | Майк Андерсон      | Эл Джин                                          | 7 января 2001   | BABF22      | 18,52               |
| Работая, как «подопытный кролик» (чтобы вернуть сбережения семьи, потерянные вследствие плохих инвестиций), Гомер узнаёт, из-за чего он тупой. Причиной тому является застрявший в мозгу карандаш, с тех пор как он был ещё подростком. Он удаляет этот карандаш и повышает свой IQ, но вскоре понимает, что для счастья не обязательно быть умным. |            |                                                            |                    |                                                  |                 |             |                     |
| 258 | 10         | «Мардж и тюрьма» «Pokey Mom»                               | Боб Андерсон       | Том Мартин                                       | 14 января 2001  | CABF05      | 15                  |
| Мардж пытается реабилитировать преступника с хорошим умением писать картины. Тем временем Гомер с помощью мусорного бака лечит позвоночники людей. Приглашённые звёзды: Майкл Китон, Чарльз Непьер, Робер Шиммель, Брюс Виланч |            |                                                            |                    |                                                  |                 |             |                     |
| 259 | 11         | «Самый худший эпизод» «Worst Episode Ever»                 | Мэттью Настук      | Ларри Дойл                                       | 4 февраля 2001  | CABF08      | 18.5                |
| Барту и Милхаусу нельзя входить в магазин комиксов, потому, что они помешали продавцу комиксов дёшево купить коробку бесценных вещей из «Звёздных воин». Но когда у Продавца случается сердечный приступ, Барт и Милхаус наняты продавцами магазина. Приглашённая звезда: Том Савини |            |                                                            |                    |                                                  |                 |             |                     |
| 260 | 12         | «Опасный теннис» «Tennis the Menace»                       | Джен Камерман      | Иан Макстон-Грэхэм                               | 11 февраля 2001 | CABF07      | 13,98               |
| Симпсоны строят на своём заднем дворе теннисный корт. Неумение Гомера играть в теннис делает его посмешищем города, а умение Барта играть в теннис прославляет его. Приглашённые звезды: Андре Агасси, Пит Сампрас, Винус Уильямс, Серена Уильямс |            |                                                            |                    |                                                  |                 |             |                     |
| 261 | 13         | «Сайдшоу Боб возвращается» «Day of the Jackanapes»         | Майкл Мэркантел    | Эл Джин                                          | 18 февраля 2001 | CABF10      | 15,39               |
| Сайдшоу Боб освобождается из тюрьмы и устраивается работать в школу, где учится Барт. Он гипнотизирует мальчика, чтобы с его помощью отомстить Красти. Приглашённые звёзды: Келси Грэммер, Гэри Коулман |            |                                                            |                    |                                                  |                 |             |                     |
| 262 | 14         | «Юные таланты» «New Kids on the Blecch»                    | Стивен Дин Мур     | Тим Лонг                                         | 25 февраля 2001 | CABF12      | 18,12               |
| Музыкальный продюсер нанимает Барта, Нельсона, Милхауса и Ральфа, чтобы записать новую песню. Но после прослушивания песни у всех мужчин возникает желание записаться на службу на флот… Приглашённая звезда: ’N Sync |            |                                                            |                    |                                                  |                 |             |                     |
| 263 | 15         | «Голодный, голодный Гомер» «Hungry, Hungry Homer»          | Нэнси Круз         | Джон Шварцвельдер                                | 4 марта 2001    | CABF09      | 17,55               |
| Гомер объявляет голодовку ради того, чтобы команда «Спрингфилдские изотопы» не уехала навсегда в Альбукерке. Приглашённая звезда: Стейси Кич |            |                                                            |                    |                                                  |                 |             |                     |
| 264 | 16         | «Пока, зануда» «Bye Bye Nerdie»                            | Лорен МакМаллан    | Джон Фринк и Дон Пейн                            | 11 марта 2001   | CABF11      | 16,11               |
| Когда Лизу бьёт новая ученица-хулиганка, Лиза выясняет научную причину, почему хулиганы выбирают лучших учеников. Приглашённая звезда: Кэти Гриффин |            |                                                            |                    |                                                  |                 |             |                     |
| 265 | 17         | «Сафари Симпсонов» «Simpson Safari»                        | Марк Киркленд      | Джон Шварцвельдер                                | 1 апреля 2001   | CABF13      | 13,28               |
| У Симпсонов закончилась еда из-за забастовки, которую организовал Гомер. Семья находит пачку крекеров, внутри которого находится вкладыш. Этот вкладыш ведёт Симпсонов в Африку. |            |                                                            |                    |                                                  |                 |             |                     |
| 266 | 18         | «Трилогия ошибок» «Trilogy of Error»                       | Майк Андерсон      | Мэтт Сэлман                                      | 29 апреля 2001  | CABF14      | 14,41               |
| Пародия на фильм «Экстази». Гомер должен ехать в Шелбивилль, чтобы ему пришили отсутствующий палец. Лиза должна показать свой эксперимент на научной ярмарке. Барт и Милхаус находят фейерверк, который принадлежит Жирному Тони. Приглашённая звезда: Фрэнки Муниз, Джо Мантенья |            |                                                            |                    |                                                  |                 |             |                     |
| 267 | 19         | «Богопарк» «I’m Goin’ to Praiseland»                       | Чак Шитс           | Джули Тэккер                                     | 6 мая 2001      | CABF15      | 13,06               |
| Нед Фландерс обнаруживает альбом с рисунками своей покойной жены. В рисунках говорилось о мечте Мод открыть «христианский парк». Нед осуществляет её мечту… |            |                                                            |                    |                                                  |                 |             |                     |
| 268 | 20         | «Детский сад Гомера Симпсона» «Children of a Lesser Clod»  | Майк Фрэнк Полчино | Эл Джин                                          | 13 мая 2001     | CABF16      | 13,81               |
| Гомер во время игры в баскетбол травмирует себе колено. Чтобы не скучать, он начинает заботиться о чужих детях. Барту и Лизе это совсем не нравится, потому что Гомер уделяет больше внимания другим детям, чем своим. |            |                                                            |                    |                                                  |                 |             |                     |
| 269 | 21         | «Небылицы Симпсонов» «Simpsons Tall Tales»                 | Боб Андерсон       | Джон Фринк и Дон Пейн Боб Бендессон Мэтт Сэлман  | 20 мая 2001     | CABF17      | 13,43               |
| Гомер отказывается платить налог аэропорта, чтобы полететь в Делавэр. Симпсонам приходится ехать поездом. В поезде Симпсоны встречают поющего бродягу, который им рассказывает три небылицы. - В первой — история Пола Баньяна (Гомер), гигантского лесоруба. - Вторая небылица о том, как Конни Яблокосей (Лиза) пытается убедить первопроходцев употреблять яблоки вместо того, чтобы убивать бизонов. - Третья история о Томе Сойере (Барте) и Гекльберри Финне (Нельсоне), которые убегают после того, как Гек не женился на Бекки (Лизе).                                                          |            |                                                            |                    |                                                  |                 |             |                     |